# Lucillella suberra
Lucillella suberra är en fjärilsart som beskrevs av William Chapman Hewitson 1877. Lucillella suberra ingår i släktet Lucillella och familjen Riodinidae. Inga underarter finns listade i Catalogue of Life.